# Shawinigan (conseil législatif)
Ne doit pas être confondu avec Chaouinigane (division sénatoriale).
Division du Conseil législatif du Québec
Shawinigan est une division du Conseil législatif du Québec ayant existé de 1867 à 1968. Elle est abolie en même temps que le Conseil lui-même.

## Liste des conseillers
| Années | Années      | Conseiller législatif | Parti           |
| ------ | ----------- | --------------------- | --------------- |
|        | 1867 - 1901 | John Jones Ross       | Conservateur    |
|        | 1901 - 1937 | Némèse Garneau        | Libéral         |
|        | 1938 - 1968 | Jean-Louis Baribeau   | Union nationale |